# Luigi Manini
 (janvier 2023).
Luigi Pietro Manini (né le 8 mars 1848 à Crema et mort le 29 juin 1936 à Brescia) est un architecte italien.
Il passe une partie de sa carrière au Portugal (1879 à 1913). Durant cette période, il travaille sur des conceptions architecturales notables comme le palais de la Regaleira ou le palais-hôtel de Buçaco (pt).